# Русско-Полянское городское поселение
Русско-Полянское городско́е поселе́ние — муниципальное образование в Русско-Полянском районе Омской области Российской Федерации.
Административный центр — рабочий посёлок Русская Поляна.

## История
Статус и границы городского поселения установлены Законом Омской области от 30 июля 2004 года № 548-ОЗ «О границах и статусе муниципальных образований Омской области».

## Население
| 2010  | 2011  | 2012  | 2013  | 2014  | 2015  | 2016  |
| ----- | ----- | ----- | ----- | ----- | ----- | ----- |
| 6173  | ↘6150 | ↗6199 | ↘6102 | ↘6100 | ↗6169 | ↗6350 |
| 2017  | 2018  | 2019  | 2020  | 2021  | 2023  |       |
| ↗6391 | ↘6387 | ↘6376 | ↗6436 | ↘6194 | ↘6179 |       |

## Состав городского поселения
| № | Населённый пункт | Тип населённого пункта                  | Население |
| - | ---------------- | --------------------------------------- | --------- |
| 1 | Русская Поляна   | железнодорожная станция                 | ↗137      |
| 2 | Русская Поляна   | рабочий посёлок, административный центр | ↘6042     |